# ایرپورت

لوگوی ایرپورت

ایرپورت یا پورت هوایی (به انگلیسی: AirPort) شبکه محلی بی‌سیم هستند که توسط شرکت اپل بر پایه آی‌تریپل‌ئی ۸۰۲٫۱۱ طراحی شده‌اند که با نام وای-فای نیز شناخته می‌شوند.
ایرپورت در مصرف عمومی‌اش می‌تواند با پروتکل‌های (آی‌تریپل‌ئی ۸۰۲٫۱۱, آی‌تریپل‌ئی ۸۰۲٫۱۱جی و آی‌تریپل‌ئی ۸۰۲٫۱۱ان) یا به کمک نقطه دسترسی بیسیم کار کند.